# Erinnyis cinifera
Erinnyis cinifera is een vlinder uit de familie van de pijlstaarten (Sphingidae). De wetenschappelijke naam van de soort is voor het eerst geldig gepubliceerd in 1934 door Zikán.